# Loco Mía
Loco  Mía foi um grupo espanhol criado em meados da década de 1980, representava o espírito libertino da região de Ibiza. Ficaram conhecidos por seus abanicos (leques) e ombreras (ombreiras). Apenas com os dois primeiros álbuns, intitulados Taiyo e Loco Vox, conseguiram vender 2,5 milhões de cópias, tornando-se um dos grupos espanhóis de maior reconhecimento mundial.

## História
Este grupo musical nasceu na ilha de Ibiza em 1984. No principio dedicavam-se a atuar de maneira informal na famosa discoteca KU onde obtiveram grande êxito, pois em suas atuações usavam algo que a mais ninguém havia imaginado usar antes, os famosos leques.  Os integrantes eram Xavier Font (criador do grupo), Carlos Armas, Manuel Arjona e Juan Antonio Fuentes.
Em 1989, decidem estabelecer-se como um grupo musical formal para cantar e dançar suas próprias músicas. Neste mesmo ano firmaram contrato com a casa discográfica EMI e lançaram seu primeiro álbum intitulado Taiyo, que significa "sol" em japonês. Em relação ao contrato, o empresário e a gravadora fizeram várias exigências para os rapazes, a fim de poder vender sua imagem para o maior número de pessoas, em especial jovens adolescentes, visto que as chamadas boy bands angariavam bastante retorno financeiro. Entre as exigências estava o fato de terem de esconder sua sexualidade, uma vez que os quatro eram gays. Outra questão é em relação às vozes, o grupo não tinha talentos vocais e a voz do primeiro single foi a do próprio empresário, Gil. Tal fato ficou desconhecido por anos, até um documentário, em três episódios, do canal Movistar Plus+, estrear em junho de 2022.
Em 1992, depois de terem editado dois discos e conquistado toda a América do Norte, América Latina, Europa e Japão, o grupo desintegrou-se devido a problemas entre seu criador Xavier Font e o ex-empresário José Luis Gil.
Após várias tentativas de retorno sem sucesso, com novos integrantes e até mesmo com a formação antiga, lançaram em meados de 2001 um disco chamado Corazón e realizaram até uma pequena turnê pelo México. Aqueles que esperavam ver os velhos Locomia, semi-disfarçados, tiveram uma surpresa. Com o "look" dos integrantes atuais, que se parecia mais com as bandas de teen pop da época,  só se manteve um, seu criador Xavier Font. No mesmo ano, tentaram a sorte no Eurovision, com a canção intitulada "Música", que performaram utilizando grandes leques, como esperado. Também performaram em um desastroso show ao vivo no concurso Eurocanción, no qual o vencedor foi um iniciante de Teruel, chamado David Civera.
Os membros originais tiveram vários destinos diferentes. Xavier, tornou-se um estilista e tem uma loja em Barcelona e uma sex shop. Em 1997, ele raspou todo o cabelo e tatuou o nome do grupo no couro cabeludo. Carlos Armas, o de cabelos longos, formou um curioso grupo chamado "Vatikano", mas logo o abandonou para se dedicar ao mundo empresarial e agora trabalha em restaurante de sua família, em Tenerife. Francesc Picas (primeira voz da canção Locomia, substituto de Xavier) seguiu carreira solo por um tempo, é escritor e poeta de vários livros de prosa e poesias. Juan Antonio Fuentes, o loiro, trabalhou na linha férrea AVE, em Madrid, Espanha, onde foi policial. Atualmente é gerente de um restaurante em um importante hotel de Barcelona. Santos (Substituto de Juan Antonio Fuentes, também loiro e muito parecido com ele) trabalhou durante um tempo como bailarino da Televisión Española, converteu-se em religioso e trabalhou em abrigos de apoio para sem-tetos, até sua morte por embolia pulmonar em junho de 2018, aos 46 anos. Manolo Arjona é o único que segue trabalhando como um Loco Mia nos finais de semana na discoteca Bikini, em Ibiza.

## Participantes
A formação original do Loco Mía contava com Xavier Font, Manuel Arjona, Carlos Armas, Francesc Picas, Juan Antonio Fuentes e Santos Blanco.

## Discografia

### Álbuns de estúdio
| Ano  | Álbum        | Certificações                                        | Vendas                                                                        |
| ---- | ------------ | ---------------------------------------------------- | ----------------------------------------------------------------------------- |
| 1989 | Taiyo        | - :Promusicae: Ouro - : Platina - : Ouro - : 2× Ouro | - Mundo: +1,000,000 - : Espanha: 60,000 - : Chile: 15,000 - : México: 250,000 |
| 1991 | Loco Vox     | - : Platina - : Ouro                                 | - Mundo: 800,000 - : Chile: 25,000                                            |
| 1992 | Party Time   |                                                      |                                                                               |
| 1999 | Samba Pasion |                                                      |                                                                               |
| 2001 | Corazon      |                                                      |                                                                               |
| 2013 | Imperium     |                                                      |                                                                               |

### Álbuns de compilação
| Ano  | Título            | Melhor posição |
| Ano  | Título            | MEX            |
| ---- | ----------------- | -------------- |
| 2007 | Loco Mia (CD+DVD) | 69             |

### Singles
| Título                                                                                            | Ano  | Melhores posições | Melhores posições | Melhores posições | Certificações | Álbum                    |
| Título                                                                                            | Ano  | ESP               | EUA Latin Songs   | URU               | Certificações | Álbum                    |
| ------------------------------------------------------------------------------------------------- | ---- | ----------------- | ----------------- | ----------------- | ------------- | ------------------------ |
| "Loco Mía"                                                                                        | 1989 | 2                 | —                 | —                 |               | Taiyo                    |
| "Taiyo"                                                                                           | 1989 | 10                | —                 | —                 |               | Taiyo                    |
| "Rumba Samba Mambo"                                                                               | 1990 | 6                 | 27                | 1                 |               | Taiyo                    |
| "Loco Mix"                                                                                        | 1990 | 15                | —                 | —                 |               | Loco Mix (single)        |
| "Loco Vox"                                                                                        | 1991 | 8                 | —                 | —                 |               | Loco Vox                 |
| "Fiesta Latina"                                                                                   | 1991 | —                 | —                 | —                 |               | Loco Vox                 |
| "Niña"                                                                                            | 1991 | —                 | —                 | —                 |               | Loco Vox                 |
| "Magia Negra"                                                                                     | 1991 | —                 | —                 | —                 |               | Loco Vox                 |
| "Te lo Voy a Dar (Pumba Pumba - Cha Cha Cha)"                                                     | 1993 | 18                | —                 | —                 |               | Party Time               |
| "Obsesiva (Abgefahrn)"                                                                            | 1993 | —                 | —                 | —                 |               | Party Time               |
| "Party Time"                                                                                      | 1993 | —                 | —                 | —                 |               | Party Time               |
| "Everybody Need Somebody"                                                                         | 1993 | —                 | —                 | —                 |               | Party Time               |
| "Move Your Body"                                                                                  | 1994 | —                 | —                 | —                 |               | Party Time               |
| "Ya No Lloro Más" (part. Encarnita Polo)                                                          | 1996 | —                 | —                 | —                 |               | Ya No Lloro Más (single) |
| "Samba Pasión"                                                                                    | 1999 | —                 | —                 | —                 |               | Samba Pasión (single)    |
| "—" denota títulos que não entraram nas paradas, não foram lançados no país ou não há informação. |      |                   |                   |                   |               |                          |

## Curiosidades
Foram proibidos de se apresentar em algumas cidades da América Latina por supostamente serem homossexuais.
A canção Gorbachov é uma homenagem ao então presidente da União Soviética, Mikhail Gorbachev.